# Victoria Francés
Victoria Francés (Valencia, 25 de outubro de 1982) é uma pintora e ilustradora espanhola, licenciada em Belas Artes na faculdade de San Carlos de Valencia. 
Desempenha o seu papel de ilustradora realizando diversos trabalhos em capas de livros e obras por encargo. Desde criança que acha fascinante a beleza dos bosques galegos, onde passou grande parte da sua infância.
Após ter viajado a cidades como Londres e Paris, ficou hipnotizada pelos ambientes que deram vida a obras literárias e legendárias do género gótico. As suas ilustrações e desenhos representam assim um mundo onírico do romantismo gótico. Inspirada pelo género das pinturas prerrafaelitas, apresenta temáticas que nos levam a um mundo simbologista, mágico e ancestral.
Todo o sofrimento dos seres proscritos deste mundo é retratado em forma de castelos obscuros e mansões de luzes tremeluzentes, onde se reconhece a influência de Goethe, Edgar Allan Poe, Baudelaire e inclusive Bram Stoker.